# A Turma do Balão Mágico (álbum de 1983)
A Turma do Balão Mágico é o segundo álbum de estúdio lançado pelo grupo Turma do Balão Mágico. O grupo tinha na época: Simony, Mike e Tob. O disco foi lançado em 1983 e traz participações especiais de: Djavan (na faixa "Superfantástico") e Baby Consuelo ("Juntos").

## Produção e recepção
O compacto de maior sucesso foi o da canção "Superfantástico", faixa que o compositor Edgard Poças inicialmente não queria incluir. A primeira versão de sua letra em português referenciava Roberto Carlos. Achando que ele não aceitaria participar da mesma, Edgard abortou a ideia e mais tarde substituiu Roberto por Djavan na letra, após ver uma boneca negra com tranças longas no quarto das filhas. Inseguro também quanto à aceitação de Djavan, mudou a letra para sua versão final, que é genérica e comportaria qualquer participante - Djavan no fim aceitou o convite. Edgard mostrou uma versão inicial da faixa, tocada no violão por ele, a Claudio Condé, então diretor da CBS, e pediu ao empresário que imaginasse Djavan cantando em certas partes - Claudio aceitou de imediato a sugestão e entrou em contato com o cantor de Alagoas.
Os créditos de "Superfantástico" são motivo de controvérsia; Marcos Maynard, diretor da CBS na época, alega no livro Banda de Milhões (de Tom Gomes) que a ideia foi dele e a despeito da vontade de Tomás Muñoz. Já Edgard diz que ouviu a faixa, apostou de imediato em seu potencial, e mostrou-a a Tomás Muñoz, que não gostou a princípio.
De acordo com a Veja o álbum vendeu mais de 1,1 milhão de cópias no Brasil até 4 de janeiro de 1984. Em 2018, o jornal O Globo publicou que o álbum vendeu mais de 2 milhões de cópias, o que o torna um dos mais comprados de todos os tempos no território.

## Faixas
Lado A
1. "Superfantástico" ("Super Fantástico") (participação de Djavan)
2. "Ai Meu Nariz!" ("Tengo un Grano en la Nariz")
3. "Ursinho Pimpão" ("Mi Osito Pelón")
4. "O Meu Avô" ("Abuelito")
5. "Você e Eu" ("Tu y Yo")

Lado B
1. "Seu Felipe, Dorminhoco" ("Felipito, el dormilon")
2. "Juntos" ("Juntos") (participação de Baby Consuelo)
3. "Gaguejei" ("Tartamudeo")
4. "Amigo e Companheiro" ("Amigo y Compañero, Mi Maestro")
5. "Mãe-Iê"